# Shitstorm
Udtrykket, shitstorm, er kommet fra brugen i tysksprogede medier, hvor det siden 2010 har beskrevet omsiggribende harme på Internettet rettet mod for eksempel en virksomhed, især ved at skrive dårligt om det på de sociale medier. Ordet blev stemt ind som årets anglicisme i 2011 i Tyskland, og årets ord i Schweiz i 2012.
Det modsatte af en shitstorm er en candystorm
eller "lovestorm".
En virksomhed, der udsættes for en væsentlig shitstorm kan lide skade, og nogle forsikringsselskaber tilbyder forsikring mod sådanne.
Shitstormen på sociale medier kan brede sig og blive gengivet i de almindelige massemedier.